# Grand Prix-væddeløb (biler)
 Denne artikel omhandler billøb. Opslagsordet har også en anden betydning, se Melodi Grand Prix.
Grand prix er et billøb, hvor det første grand prix billøb blev afviklet i 1906 på en 100 km lang bane ved Le Mans i Frankrig.
| Sport | Spire Denne artikel om sport er en spire som bør udbygges. Du er velkommen til at hjælpe Wikipedia ved at udvide den. |